# Zdravko Marić (arheolog)
Zdravko Marić (Podravska Slatina, 24. veljače 1930. – Sarajevo, 13. prosinca 2006.), hrvatski arheolog, dugogodišnji djelatnik Zemaljskog muzeja u Sarajevu te ravnatelj Muzeja Slavonije u Osijeku.

## Životopis
Zdravko Marić je rođen je u Podravskoj Slatini 24. veljače 1930. Građansku školu i četvrti razred gimnazije pohađao je u Podravskoj Slatini i Karlovcu. U Osijeku pohađa učiteljsku školu od 1945. do 1948., nakon čega odlazi u Pančevo, gdje je pohađao školu za vojne pilote. U Osijek se vraća 1950. i završava učiteljsku školu 1951. Iste godine se zapošljava kao učitelj u Kopanicama kod Orašja, a dvije godine poslije započinje studij Filozofskog fakulteta u Sarajevu. Kratko vrijeme je 1954. radio u Brezovom Polju kod Brčkoga, da bi iste godine nastavio školovanje na Katedri za arheologiju Filozofskog fakulteta Sveučilišta u Ljubljani, gdje je i diplomirao 1957.
Kao kustos-pripravnik za željezno doba i helenistički period, Marić počinje raditi u Zemaljskom muzeju u Sarajevu 1957. Nakon dvije godine rada, odlazi na specijalizaciju od osam mjeseci kod prof. Richarda Pittionija u Beč. Doktorirao je na sveučilištu u Ljubljani 1965. s temom "Donja Dolina i problem etničke pripadnosti predrimskog stanovništva sjeverne Bosne".
U Arheološkom odjelu Zemaljskog muzeja radio je od 1957.do 1981., prvenstveno na problemima prapovijesti Bosne i Hercegovine, i to arheološkoj problematici kasnog brončanog i mlađeg željeznog doba. Od samog početka znanstvenog rada u Zemaljskom muzeju postaje članom tima dr. Alojza Benca, dr. Đure Baslera i dr. Borivoja Čovića koji se smatra tvorcem moderne bosanskohercegovačke prapovijesne arheologije. Zahvaljujući rezultatima istraživanja ilirskih plemena, 1975. osnivaju postdiplomski studij "Ilirologija" na Katedri za povijest Filozofskog fakulteta u Sarajevu.
Dva puta je napuštao Sarajevo: prvi put 1974. je otišao u Osijek na mjesto direktora Regionalnog zavoda za zaštitu spomenika kulture, a drugi put 1981. kad je postao direktor Muzeja Slavonije u Osijeku gdje radio do umirovljenja 1985. nakon čega se opet vratio u Sarajevo. 
Osim dužnosti u muzeju u Sarajevu, obnašao je i druge funkcije, te je tako bio i predsjednik Društva konzervatora Hrvatske 1974., predsjednik Muzejsko-galerijskog društva BiH, osnivač i prvi predsjednik Arheološkog društva BiH, potpredsjednik Arheološkog društva Jugoslavije, i mnoge druge. Preminuo je u Sarajevu 13. prosinca 2006. godine, a pokopan na groblju Sveti Josip.

## Istraživački radovi
Tijekom dugogodišnjeg znanstvenog i istračivačkog rada evidentirao je i opisao oko 200 novih arheoloških nalazišta. Prilikom iskopavanja kod Bosanske Gradiške 1961. otkrio je tzv. Starije naselje u Donjoj Dolini, iz kasnog brončanog doba te gradinsko naselje Vis u Modranu kod Dervente. Manja istraživanja obavio je u Baltinim Barama kod Prijedora, u Crvenom Grmu kod Ljubuškog, na njivama Zorića u Grudama, na Gradini u Bukovoj Gori, te oko Starog Broda i Tatinice kod Višegrada. Prije potapanja rijeke Trebišnjice i stvaranja Bilećkog jezera 1967. i 1968., vodio je dva velika multidisciplinarna arheološka projekta, a prije potapanja Buškog blata 1968. (izgradnje HE Orlovac), bio je direktor je arheološkog zaštitnog projekta "Buško Blato".
Jedno od njegovih značajnijih djela je iskopavanje arheološkog kompleksa Ošanjići kod Stoca od 1963. do 1981. kojom je prilikom izradio elaborat za Republičku zajednicu za naučni rad "Sistematska arheološka istraživanja na Gradini i tumulusima u Ošanićima kod Stoca”. Svakako, najznačajniji rad je vezan za Zemaljski muzej, gdje se bavio istraživanjima ilirskih i panonskih plemenskih zajednica, a kao inicijator i glavni autor teze o razdvajanju Panonaca od Ilira.

## Muzejska djelatnost
Zajedno s Bencom, Čovićem i Baslerom, jedan je od autora novog postava izložbe "Bosna i Hercegovina u prahistorijsko doba", koja je otvorena 1958., prigodom održavanja III. kongresa arheologa Jugoslavije u Sarajevu. Zajedno s grupom autora, jedan je od autora izložbe "Arheološka otkrića 1970." (Sarajevo 1970.) te izložbe "Novija arheološka otkrića u Hercegovini” (Mostar, 1980).

## Pisani radovi
Marić je rezultate radova objavljivao u mnogim časopisima i publikacijama (najviše u Glasniku Zemaljskoga muzeja u Sarajevu), a pisac je i scenarija radijskih i televizijskih emisija o arheologiji.

### Izbor iz radova
- Donja dolina, 1964.
- Japodske nekropole u dolini Une, 1968
- Arheološka istraživanja akropole ilirskog grada Daorsa na Gradini u Ošanićima kod Stoca (od 1967. do 1972., 1977.)
- Helenistički uticaji na ilirsko pleme Daorsi, 2000.